# Thomas Brussig
Thomas Brussig (ur. 19 grudnia 1965 w Berlinie Wschodnim) – niemiecki pisarz, autor dramatów oraz tekstów publicystycznych.

## Życiorys
Thomas Brussig spędził swoje dzieciństwo w Berlinie Wschodnim. Po dziesięciu latach nauki ukończył kształcenie zawodowe jako pracownik budowlany i zdał maturę w 1984. Następnie odbył zasadniczą służbę wojskową w Bereitschaftspolizei w ramach Volkspolizei. Do 1990 pracował w różnych branżach. W 1990 podjął studia socjologiczne na Wolnym Uniwersytecie Berlińskim, jednak w 1993 zmienił uczelnię na Filmhochschule „Konrad Wolf“ w Poczdamie, którą ukończył w 2000 z dyplomem z zakresu dramaturgii filmowej i telewizyjnej.
Urodzony i dorastający w NRD pisarz znaczną część swojej twórczości poświęca problemowi życia w totalitarnym państwie. Równocześnie próbuje zanalizować komplikacje powstałe na skutek przyłączenia Niemiec Wschodnich do Republiki Federalnej Niemiec, choćby fenomen tzw. ostalgii. Jako pisarz Brussig zadebiutował w 1991 powieścią Wasserfarben. Jednak dopiero jego kolejna powieść Helden wie wir okazała się przełomem. W swoich utworach Brussig stara się uporać z rzeczywistością i wydarzeniami dawnego NRD na różne sposoby, czasami nawet satyrycznie.
Autor otrzymał kilka wyróżnień oraz nagród literackich. Jest członkiem różnych jury oraz członkiem-założycielem tzw. „Gruppe 05”, stowarzyszenia literackiego w Lubece. W semestrze letnim 2012 wykładał poetykę na Uniwersytecie w Koblencji-Landau. W 2005 Brussig był inicjatorem Autonamy, czyli niemieckiej drużyny piłkarskiej pisarzy. Brussig jest niezależnym pisarzem oraz autorem scenariuszy. Razem ze swoją partnerką i dziećmi żyje w Berlinie.

## Twórczość
- Wasserfarben  1991
- Helden wie wir 1995
- Am kürzeren Ende der Sonnenallee 1999
- Leben bis Männer 2001
- Wie es leuchtet 2004
- Berliner Orgie 2007
- Schiedsrichter Ferig 2007
- Der Wurm am Turm (razem z Kitty Kahane) 2011
- Das gibts in keinem Russenfilm 2015
- Beste Absichten 2017

W najbardziej znanej powieści – wydanej także w Polsce Alei Słonecznej – Brussig ukazuje losy grupki nastolatków dorastających we wschodniej części Berlina w latach 80. Tytułową Aleję, na część wschodnią i zachodnią, dzieli Mur – dorastanie w jego cieniu powoduje wiele zabawnych pomyłek, ale może także zakończyć się tragicznie. Nostalgiczna, pełna ironicznego humoru, powieść została sfilmowana w 1999, a współautorem scenariusza był sam Brussig. Adaptacja cieszyła się ogromną popularnością, film w kinach obejrzało kilka milionów widzów.

## Wybrane projekty filmowe oraz scenariusze
- W 1999 na ekrany kin trafił film Leandera Haußmanna(inne języki) pod tytułem Słoneczna aleja (Sonnenallee(inne języki)), który bazuje na powieści Brussiga o podobnym tytule Aleja Słoneczna.
- W tym samym roku miała miejsce ekranizacja kolejnej powieści Brussiga Helden wie wir. Reżyserem filmu jest Sebastian Peterson.
- Brussig jest również współautorem scenariusza do filmu NVA, który wyreżyserował ponownie Leander Haußmann[3].
- Razem z Edgarem Reitzem Brussig napisał także scenariusz do filmowej serri ARD Heimat 3 – Chronik einer Zeitenwende[3]

## Wybrane dzieła teatralne
- W 1996 miała miejsce premiera teatralna powieści Brussiga Helden wie wir w Deutsches Theater w Berlinie. Reżyserem tej sztuki był Peter Dehler(inne języki).
- W tym samym teatrze miała również miejsce premiera monologu z powieści Leben bis Männer w 2001 w reżyserii Petera Ensikata.
- Brussig jest również autorem libretta do musicalu Hinterm Horizont, który bazuje na piosenkach Udo Lindenberga oraz od 2011 jest w repertuarze Theater am Potsdamer Platz(inne języki) w Berlinie.

## Odznaczenia
- 1999: Deutscher Drehbuchpreis(inne języki) za Sonnenallee (razem z Leanderem Haußmannem)[5]
- 2000: Hans-Fallada-Preis(inne języki) miasta Neumünster[5]
- 2000: Berliner Bär (B.Z.-Kulturpreis)[6]
- 2002: New-York-Stipendium des Deutschen Literaturfonds und des Deutschen Hauses der NYU
- 2003: Aufenthaltsstipendium der Stiftung Kulturfonds im Künstlerhaus Schloss Wiepersdorf
- 2005: Carl-Zuckmayer-Medaille(inne języki)[7]
- 2012: Writer in residence in Rio de Janeiro
- 2012: Deutscher Comedypreis(inne języki) za Stankowskis Millionen[7]

## Polska recepcja
Thomas Brussig nie należy do grona znanych pisarzy w Polsce. Świadczy o tym fakt, że tylko jedna jego powieść została przetłumaczona na język polski. Przekładu Alei Słonecznej (Am kürzeren Ende der Sonnenallee) dokonała Alicja Rosenau. Kilka fragmentów powieści Helden wie wir (Bohaterowie jak my) zostało przetłumaczonych przez Jarosława Ziółkowskiego na łamach czasopisma „Literatura na Świecie”. 
W 1999 na ekrany kin trafił film Słoneczna Aleja, którego autorem scenariusza jest Brussig. Polska premiera filmu odbyła się w 2001, jednak już wcześniej na internetowych portalach filmowych można było przeczytać pozytywne oceny filmu. Recenzenci nie opisują jedynie fabuły, która dotyczy (n)ostalgicznych wspomnień z okresu młodości, jednak zwracają również uwagę na groteskowy charakter dialogów oraz paradoksy codzienności w socjalistycznej NRD. Kamil Rudziński w swojej recenzji zauważył, że film nie odnosi się jedynie do rzeczywistości NRD, lecz podejmuje problematyczne stosunki niemiecko-niemieckie między RFN a NRD. W 2000 na jednym z polskich portali informacyjnych został opublikowany wywiad z Brussigem i Haußmannem (reżyserem Słonecznej Alei). Autorzy filmu opowiedzieli o głównym celu tej produkcji, jakim było ukazanie absurdów życia w NRD. 
Pomimo że Aleja Słoneczna została pozytywnie odebrana w Polsce, zarzuca się jej autorom wyidealizowanie życia w szarej rzeczywistości Berlina Wschodniego. Film Słoneczna Aleja stał się przedmiotem badań kilku polskich germanistów, którzy umieścili jego analizę w swoich artykułach naukowych. Świadczy to o zwiększonym zainteresowaniu tematyką (n)ostalgii oraz chęci zgłębienia tego fenomenu. „Film doczekał się wielu recenzji publicystycznych, w przeciwieństwie do książki, która zanalizowana została przede wszystkim w rozważaniach naukowych.” Zofia Moros-Pałys w jednym ze swoich artykułów próbuje odpowiedzieć na pytanie czy Brussig jest (n)ostalgicznym niemieckim pisarzem czy ironicznym krytykiem czasów NRD. Trudno znaleźć jednoznaczną odpowiedź na to pytanie. Bez wątpienia można stwierdzić, że Brussig łączy te dwie postawy poprzez swoją literaturę wspomnieniową.